# Aarón Cruz
Aarón Moisés Cruz Esquivel (San Carlos, Alajuela, Costa Rica, 25 de mayo de 1991) es un futbolista costarricense que juega como portero en el Club Sport Herediano de la Primera División de Costa Rica.

## Trayectoria

### A. D. San Carlos
El guardameta es cantera de la Asociación Deportiva San Carlos. Debutó como profesional el 22 de enero de 2011, en la tercera jornada del Campeonato de Verano contra Barrio México, en condición de local. En esa oportunidad fue titular los 90 minutos en la victoria de 2-1. En toda la competencia tuvo dos participaciones y en la mayoría de veces quedó esperando desde la suplencia. Por otra parte, los sancarleños avanzaron a la etapa eliminatoria tras acabar en el segundo lugar del grupo B. En los cuartos de final derrotaron al Cartaginés, luego en semifinales vencieron al Deportivo Saprissa, y salieron derrotados en las finales ante Alajuelense, obteniendo el título de subcampeón.
En el Campeonato de Invierno 2011, Aarón tuvo 7 apariciones, mientras que su conjunto finalizó de octavo lugar con 21 puntos. En el Verano 2012 solamente vio acción por un juego y, el 19 de enero, anunció inesperadamente su retiro a los 20 años, esto para dedicar más tiempo a su carrera de educación física.
El 14 de enero de 2015, el equipo emitió un comunicado de prensa y oficializó el regreso de Cruz para el Torneo de Clausura en la Segunda División costarricense. Apareció como suplente el 21 de enero por la jornada 3 en la visita a Generación Saprissa; partido que concluyó empatado a un tanto. Después de esperar en el banquillo, fue titular el 8 de abril en el compromiso que enfrentó a Liberia en el Estadio Carlos Ugalde. El cancerbero encajó un gol en la derrota de 0-1. Al término de las jornadas, su grupo se ubicó en el noveno lugar del grupo A, con 17 puntos y muy lejos de la clasificación a la siguiente ronda.

### Pérez Zeledón
A mediados de 2015, Cruz firmó con el Pérez Zeledón, volviendo a la máxima categoría. Sin embargo, nunca tuvo su debut en el Campeonato de Invierno. Sumado a esto, su conjunto atravesó una crisis en rendimiento que se vio forzado a separar varios jugadores, incluyendo al portero. Los otros despedidos fueron Pedro Leal, Daniel Ramírez, Cristian Bermúdez y Julián Pino.

### C. F. Universidad de Costa Rica

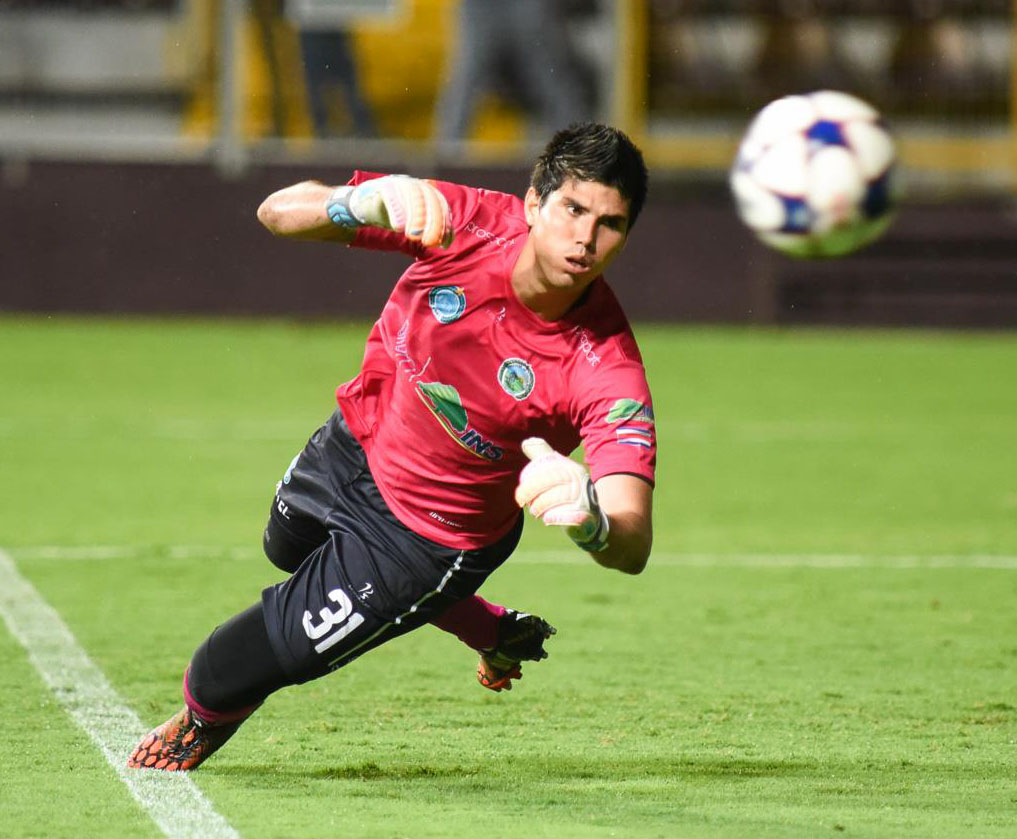
Cruz jugando para la Universidad de Costa Rica en 2016.

Aún en periodo de transferencias, Aarón fue fichado por la Universidad de Costa Rica para afrontar el torneo de Invierno 2015. Inició como académico el 25 de octubre, en el cotejo realizado contra Carmelita, en el Estadio Ecológico. Fue titular los 90 minutos en el triunfo de 1-0. En total contabilizó 7 presencias y su club quedó de séptimo lugar con 27 puntos.
En el Campeonato de Verano 2016, el portero adquirió regularidad en las alineaciones titulares del entrenador portugués Guilherme Farinha. Estuvo por 21 encuentros y encajó 29 goles. Por otra parte, los universitarios finalizaron en el sexto puesto con 32 puntos.
El cancerbero se perdió la primera ronda del Campeonato de Invierno 2016 a causa de una fractura en uno de sus dedos. Regresó el 21 de septiembre en el juego ante el Deportivo Saprissa, y el marcador fue de derrota 4-0. En toda la competencia disputó 7 compromisos con 664 minutos de participación.

### Deportivo Saprissa
El 20 de diciembre de 2016, el Deportivo Saprissa anunció, mediante un comunicado de prensa, la incorporación de Cruz en el equipo morado. El futbolista firmó el contrato por un periodo de tres años y medio.

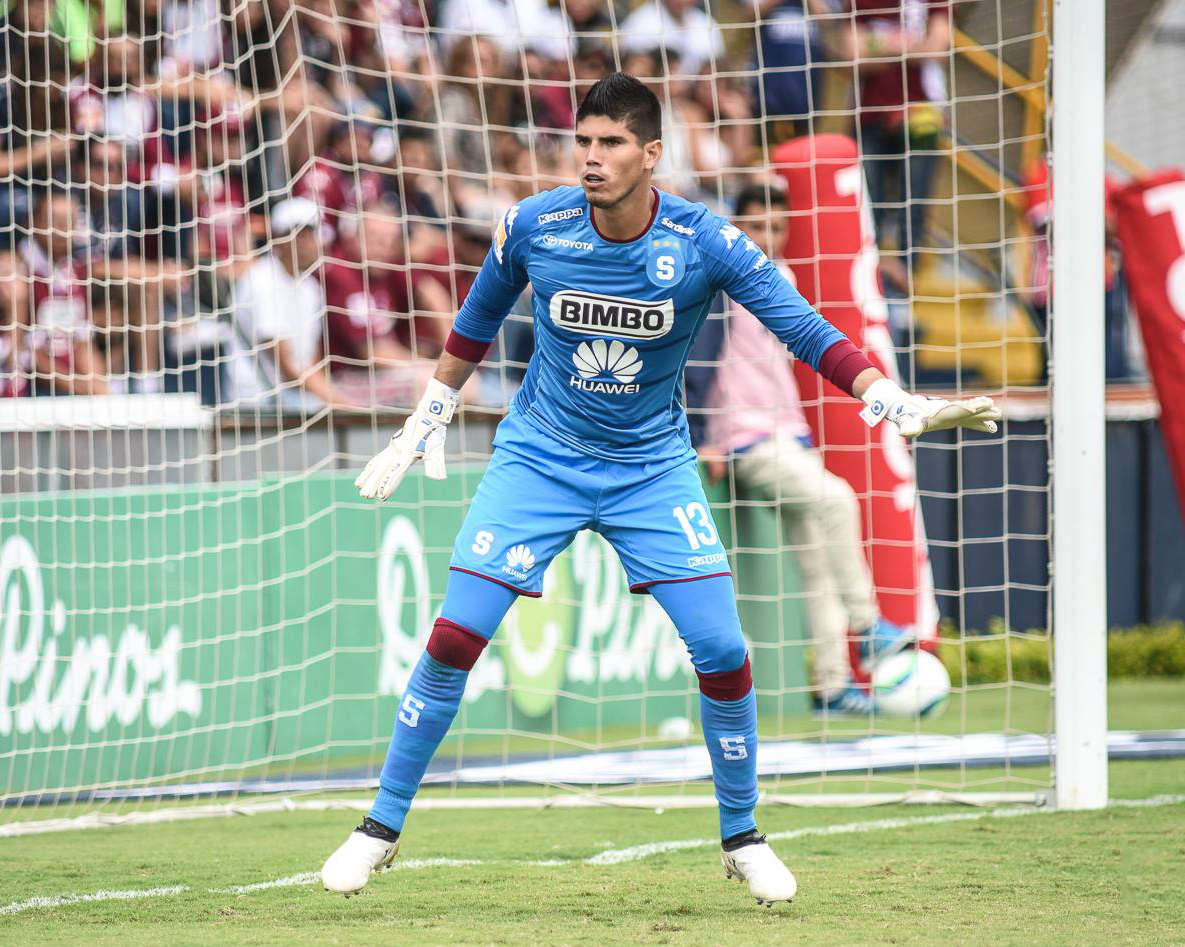
Aarón como titular en la primera fecha del Apertura 2017.

Para el inicio del Campeonato de Verano 2017 que se llevó a cabo el 8 de enero, el equipo saprissista tuvo la visita al Estadio Carlos Ugalde, donde enfrentó a San Carlos. Por su parte, Aarón Cruz debutó oficialmente con la dorsal «22» y encajó un gol en la derrota de 1-0. La reanudación de la Liga de Campeones de la Concacaf, en la etapa de ida de los cuartos de final, tuvo lugar el 21 de febrero, fecha en la que su club recibió al Pachuca de México en el Estadio Ricardo Saprissa. El cancerbero quedó como suplente y el trámite del encuentro se consumió en empate sin anotaciones. El 28 de febrero fue el partido de vuelta del torneo continental, en el Estadio Hidalgo. Las cifras finales fueron de 4-0 a favor de los Tuzos. El 12 de abril, en el áspero partido contra Pérez Zeledón en el Estadio Ricardo Saprissa, su club estuvo por debajo en el marcador por el gol del adversario en tan solo cuatro minutos después de haber iniciado el segundo tiempo. El bloque defensivo de los generaleños le cerró los espacios a los morados para desplegar el sistema ofensivo del entrenador Carlos Watson, pero al minuto 85', su compañero Daniel Colindres brindó un pase filtrado al uruguayo Fabrizio Ronchetti para que este definiera con un remate de pierna izquierda. Poco antes de finalizada la etapa complementaria, el defensor Dave Myrie hizo el gol de la victoria 2-1. Con este resultado, los saprissistas aseguraron el liderato del torneo a falta de un compromiso de la fase de clasificación. A causa de la derrota 1-2 de local ante el Santos de Guápiles, su equipo alcanzó el tercer puesto de la cuadrangular y por lo tanto quedó instaurado en la última instancia al no haber obtenido nuevamente el primer sitio. El 17 de mayo se desarrolló el juego de ida de la final contra el Herediano, en el Estadio Rosabal Cordero. El portero no vio acción en la pérdida de 3-0. En el partido de vuelta del 21 de mayo en el Estadio Ricardo Saprissa, los acontecimientos que liquidaron el torneo fueron de fracaso con números de 0-2 a favor de los oponentes, y un agregado de 0-5 en la serie global.
Su debut en el Torneo de Apertura 2017 se produjo el 30 de julio en el Estadio "Fello" Meza de Cartago, escenario en el que su conjunto fungió como local contra Carmelita. Cruz, por su parte, apareció en el once inicial, completó la totalidad de los minutos y encajó dos goles en la victoria con cifras de 4-2. Los saprissistas avanzaron a la cuadrangular en el segundo sitio con 43 puntos, y al cierre de la misma, el conjunto tibaseño quedó sin posibilidades de optar por el título. El guardameta contabilizó ocho presencias, ejecutó diecinueve intervenciones y logró mantener el arco en cero en una oportunidad.

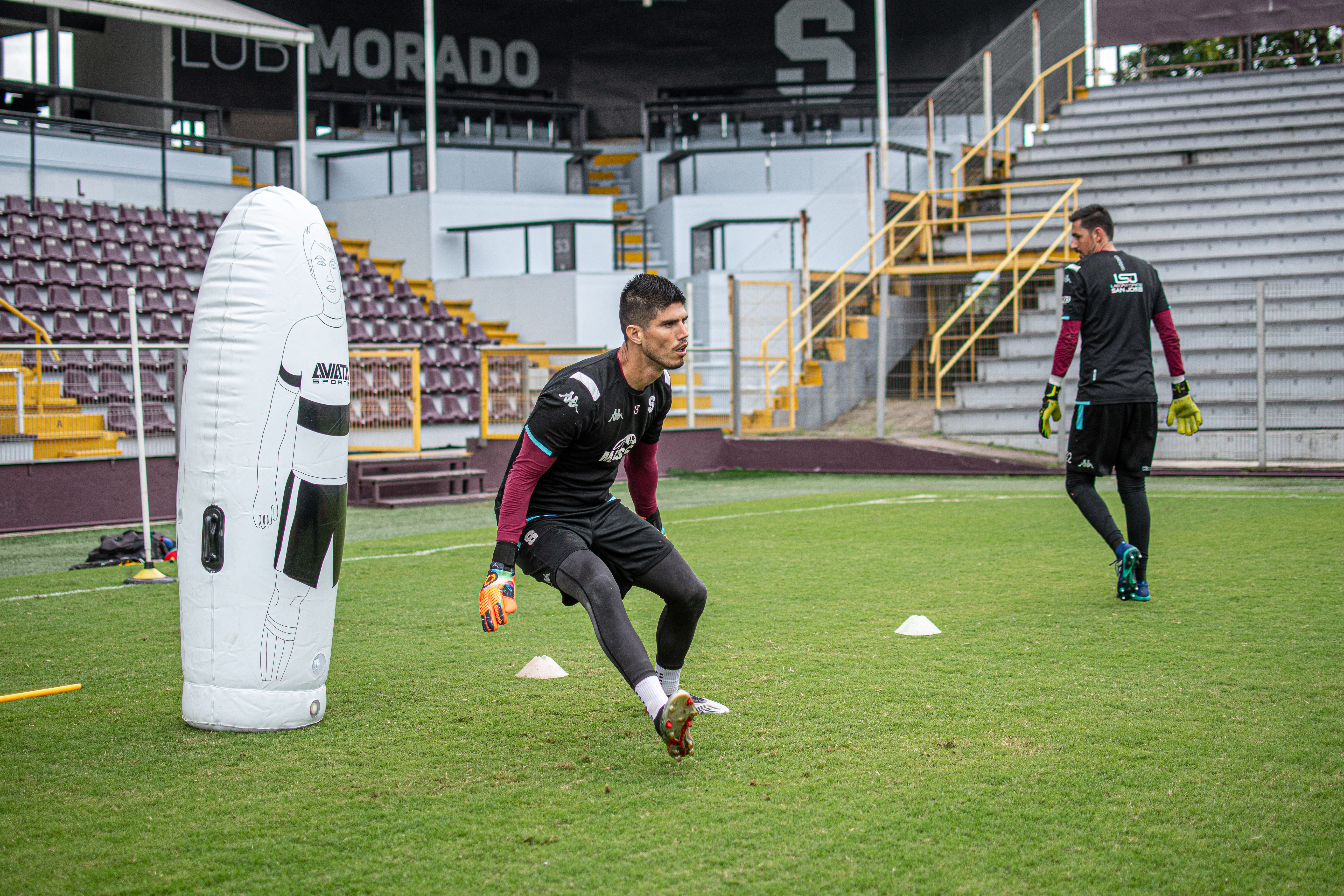
Cruz entrenando en 2020.

Con miras al Torneo de Clausura 2018, su equipo cambió de entrenador debido al retiro de Carlos Watson, siendo Vladimir Quesada —quien fuera el asistente la campaña anterior— el nuevo estratega. Cruz apareció como titular los 90 minutos en la victoria 0-3 sobre Liberia en el Estadio Edgardo Baltodano, donde tuvo un juego relativamente tranquilo en su arco el cual lo mantuvo invicto. El 20 de mayo se proclama campeón del torneo con su club tras vencer al Herediano en la tanda de penales. Aarón alcanzó quince apariciones, intervino en veintisiete oportunidades y dejó su portería imbatida en cinco veces.
En la conclusión del certamen de Apertura 2018, llegó a un total de tres apariciones en las que no recibió goles.
Afronta su primer partido del Torneo de Clausura 2019 el 13 de enero, alcanzando la totalidad de los minutos en el empate de local a dos goles contra Limón. El 15 de mayo obtiene el subcampeonato del certamen.
Inicia el Torneo de Apertura 2019 con la derrota de su equipo por 1-0 ante San Carlos, en la que Cruz fue titular. El 28 de julio salió expulsado en el duelo contra el Santos de Guápiles, tras haber interceptado con sus manos en una jugada manifiesta de gol fuera del área, por lo que recibió una sanción de dos juegos. El 26 de noviembre se proclama campeón de Liga Concacaf, tras vencer en la final al Motagua de Honduras.
Jugó la primera fecha del Torneo de Clausura 2020 el 11 de enero frente a San Carlos en el Estadio Carlos Ugalde. Cruz alcanzó la totalidad de los minutos y dejó la valla invicta en el triunfo por 0-1. En la competición fue el jugador más regular del equipo al obtener veintitrés apariciones. El 29 de junio alcanzó el título nacional con Saprissa, luego de superar la serie final del campeonato sobre Alajuelense. El 7 de julio firmó su renovación hasta mayo de 2023.
Comenzó la nueva temporada el 15 de agosto de 2020, por la primera fecha del Torneo de Apertura con la victoria 4-0 de local sobre Limón. En esta competencia fue el portero inamovible y tuvo dieciocho apariciones.
Debuta en la primera jornada del Torneo de Clausura 2021 el 13 de enero, como titular en el empate sin goles frente a Grecia. El 21 de febrero sufrió un desgarro muscular y se confirmó su baja de dos a tres semanas. El 9 de marzo quedó habilitado para jugar tras su recuperación. Su equipo accedió a las semifinales del torneo en el cuarto lugar. El 16 de mayo fue protagonista en detener un lanzamiento de penal a Bryan Ruiz, por el duelo de ida, asimismo tres días después detuvo un tiro al mismo Ruiz. El conjunto morado logró el pase a la final tras derrotar a Alajuelense con global de 5-6. El 23 de mayo fue titular en el partido de ida de la final frente a Herediano, y también el 26 de mayo en la vuelta, donde se proclamó campeón al ganar la serie. Aarón fue el portero que más penales detuvo en el campeonato, alcanzando la cifra de cuatro. El 17 de junio fue galardonado con el premio a mejor portero del certamen.
Inició la temporada disputando el primer partido del Torneo de Apertura 2021 el 27 de julio, compromiso en el que fue titular en la totalidad de los minutos de la victoria de local por 3-0 sobre el Santos de Guápiles. El 4 de agosto conquistó el título de la Supercopa luego de que su equipo venciera de forma contundente a Alajuelense por 4-1 en el Estadio Nacional. El 12 de diciembre, Cruz fue determinante para su equipo al detener un penal a Daniel Arreola de Alajuelense en la final de segunda ronda. Su aporte ayudó a que Saprissa avanzara a la gran final por el título. El conjunto morado finalizó la competencia con el subcampeonato. Aarón contabilizó veinticuatro presencias, recibió veintiún goles y tuvo diez vallas invictas.
El 16 de enero de 2022, enfrentó su primer partido por el Torneo de Clausura, en el compromiso que cayó su equipo por 1-2 de local contra San Carlos. El jugador gozó de la totalidad de los minutos y encajó las dos anotaciones.

## Selección nacional

### Categorías inferiores

#### Eliminatoria al Campeonato Sub-20 de Concacaf 2011
El 23 de noviembre de 2010, el jugador participó en la Eliminatoria al Campeonato Sub-20 de la Concacaf del año siguiente. El primer encuentro se desarrolló ante Nicaragua, el cual finalizó 4-0 a favor de los costarricenses. Posteriormente enfrentaron a Panamá, pero el marcador acabó con derrota 1-0. La selección de Costa Rica obtuvo el segundo lugar de la tabla y disputó el repechaje contra El Salvador. Los juegos de ida y vuelta terminaron 1-0 y 1-1, con triunfo de los salvadoreños, pero por asuntos reglamentarios de la FIFA quedaron descalificados al alinear a un jugador que no estaba inscrito en esa nacionalidad. Por lo tanto, la escuadra costarricense ganó la serie con cifras de 3-0 en ambos cotejos, y por consiguiente clasificaron al torneo regional.

#### Mundial Sub-20 de 2011
El representativo de Costa Rica fue ubicado en el grupo C del Mundial de 2011, compartido con España, Australia y Ecuador. El 31 de julio fue el primer encuentro para el conjunto Tico frente a los españoles. El marcador terminó en goleada de 1-4. El 3 de agosto se disputó el cotejo contra los australianos, Cruz quedó en la suplencia y el resultado acabó 2-3 a favor de la Sele. El último partido de la fase de grupos se dio ante los ecuatorianos; el portero nuevamente esperó desde el banquillo en la pérdida de 3-0. Con este rendimiento obtenido, la escuadra de Costa Rica avanzó a la siguiente etapa dentro de los mejores terceros. En el Estadio Nemesio Camacho El Campín de Bogotá, se desarrolló el 9 de agosto el juego por los octavos de final contra el anfitrión Colombia. Aarón fue titular y el marcador finalizó 3-2 a favor de los cafeteros, quedando su país eliminado.
| Mundial                     | Sede     | Resultado        |
| --------------------------- | -------- | ---------------- |
| Copa Mundial Sub-20 de 2011 | Colombia | Octavos de final |

### Selección absoluta
El 14 de marzo de 2019, el jugador recibe su primera convocatoria a la Selección de Costa Rica dirigida por Gustavo Matosas, para afrontar un par de partidos amistosos del mes. El 23 de marzo, un día después del partido contra Guatemala en el que Cruz quedó en el banquillo, se confirma una lesión muscular en el entrenamiento que le impidió seguir en la concentración. Su lugar fue asumido por Marco Madrigal.
El 23 de enero de 2020, Cruz regresa a una nómina de selección esta vez dirigida por Ronald González, con el motivo de efectuar un fogueo en fecha no FIFA. El 1 de febrero se dio el juego frente a Estados Unidos en el Dignity Health Sports Park. Cruz se quedó en la suplencia y su país perdió por la mínima 1-0.
El 25 de mayo de 2021, integró la lista de la selección para enfrentar la fase final de la Liga de Naciones de la Concacaf. Sin embargo, dos días después fue dado de baja por enfermedad y su lugar fue tomado por Patrick Sequeira.
El 13 de agosto de 2021, recibió el llamado al combinado costarricense de Luis Fernando Suárez para enfrentar un amistoso contra El Salvador. En el duelo disputado el 21 de agosto en el Dignity Health Sports Park de Estados Unidos, marcó su debut internacional y alcanzó la totalidad de los minutos del empate sin goles.
El 26 de agosto de 2021, Cruz fue llamado por Suárez para iniciar la eliminatoria de Concacaf hacia la Copa del Mundo.
El 13 de mayo de 2022, fue convocado a la lista de Suárez para la preparación de cara a la Liga de Naciones de la Concacaf. Su debut en competencia oficial se produjo el 5 de junio, por la segunda fecha ante Martinica en el Estadio Nacional. Cruz en esta oportunidad fue titular, alcanzó la totalidad de los minutos y tuvo intervenciones importantes para mantener el arco en cero y que su selección saliera con el triunfo por 2-0.
El 14 de junio de 2022, estuvo en la suplencia en el partido donde su combinado selló la clasificación a la Copa Mundial tras vencer 1-0 a Nueva Zelanda, por la repesca internacional celebrada en el país anfitrión Catar.

## Estadísticas

### Clubes
Actualizado al último partido jugado el 22 de junio de 2022.
| Club | Div.          | Temporada     | Liga  | Liga  | Liga    | Copas nacionales(1) | Copas nacionales(1) | Copas nacionales(1) | Copas internacionales(2) | Copas internacionales(2) | Copas internacionales(2) | Total | Total | Total   | Media goleadora(3) |
| Club | Div.          | Temporada     | Part. | Goles | Invicto | Part.               | Goles               | Invicto             | Part.                    | Goles                    | Invicto                  | Part. | Goles | Invicto | Media goleadora(3) |
| --- | ------------- | ------------- | ----- | ----- | ------- | ------------------- | ------------------- | ------------------- | ------------------------ | ------------------------ | ------------------------ | ----- | ----- | ------- | ------------------ |
| A. D. San Carlos · Costa Rica |               |               |       |       |         |                     |                     |                     |                          |                          |                          |       |       |         |                    |
| 1.ª | 2010-11       | 2             | -3    | 0     | —       | —                   | —                   | —                   | —                        | —                        | 2                        | -3    | 0     | 1.50    |                    |
| 1.ª | 2011-12       | 8             | -14   | 2     | —       | —                   | —                   | —                   | —                        | —                        | 8                        | -14   | 2     | 1.75    |                    |
| 2.ª | 2014-15       | 1             | -1    | 0     | —       | —                   | —                   | —                   | —                        | —                        | 1                        | -1    | 0     | 1.00    |                    |
| Total club | Total club    | 11            | -18   | 2     | —       | —                   | —                   | —                   | —                        | —                        | 11                       | -18   | 2     | 1.64    |                    |
| Pérez Zeledón · Costa Rica |               |               |       |       |         |                     |                     |                     |                          |                          |                          |       |       |         |                    |
| 1.ª | 2015-16       | 0             | 0     | 0     | 0       | 0                   | 0                   | —                   | —                        | —                        | 0                        | 0     | 0     | 0.00    |                    |
| Total club | Total club    | 0             | 0     | 0     | 0       | 0                   | 0                   | —                   | —                        | —                        | 0                        | 0     | 0     | 0.00    |                    |
| C. F. Universidad de Costa Rica · Costa Rica |               |               |       |       |         |                     |                     |                     |                          |                          |                          |       |       |         |                    |
| 1.ª | 2015-16       | 28            | -32   | 9     | —       | —                   | —                   | —                   | —                        | —                        | 28                       | -32   | 9     | 1.14    |                    |
| 1.ª | 2016-17       | 7             | -14   | 1     | —       | —                   | —                   | —                   | —                        | —                        | 7                        | -14   | 1     | 2.00    |                    |
| Total club | Total club    | 35            | -46   | 10    | —       | —                   | —                   | —                   | —                        | —                        | 35                       | -46   | 10    | 1.31    |                    |
| Deportivo Saprissa · Costa Rica |               |               |       |       |         |                     |                     |                     |                          |                          |                          |       |       |         |                    |
| 1.ª | 2016-17       | 8             | -7    | 3     | —       | —                   | —                   | 0                   | 0                        | 0                        | 8                        | -7    | 3     | 0.88    |                    |
| 1.ª | 2017-18       | 23            | -30   | 6     | —       | —                   | —                   | 1                   | -5                       | 0                        | 24                       | -35   | 6     | 1.46    |                    |
| 1.ª | 2018-19       | 16            | -13   | 9     | —       | —                   | —                   | 2                   | -5                       | 1                        | 18                       | -18   | 10    | 1.00    |                    |
| 1.ª | 2019-20       | 32            | -39   | 12    | —       | —                   | —                   | 7                   | -3                       | 5                        | 39                       | -42   | 17    | 1.08    |                    |
| 1.ª | 2020-21       | 38            | -51   | 11    | 1       | -2                  | 0                   | 6                   | -9                       | 2                        | 45                       | -62   | 13    | 1.38    |                    |
| 1.ª | 2021-22       | 47            | -53   | 15    | 1       | -1                  | 0                   | 6                   | -13                      | 1                        | 54                       | -67   | 16    | 1.24    |                    |
| Total club | Total club    | 164           | -193  | 56    | 2       | -3                  | 0                   | 22                  | -35                      | 9                        | 188                      | -231  | 65    | 1.23    |                    |
| Total carrera | Total carrera | Total carrera | 210   | -257  | 68      | 2                   | -3                  | 0                   | 22                       | -35                      | 9                        | 234   | -295  | 77      | 1.26               |
| (1) Incluye datos del Torneo de Copa (2015) / Supercopa de Costa Rica (2020-21). (2) Incluye datos de la Liga de Campeones de la Concacaf (2018-22) / Liga Concacaf (2019-21). (3) No incluye goles en partidos amistosos. |               |               |       |       |         |                     |                     |                     |                          |                          |                          |       |       |         |                    |

### Selección
Actualizado al último partido jugado el 5 de junio de 2022.
| Costa Rica                                                      |                 |    |    |    |    |    |    |
| 2021                                                            | —               | —  | 1  | -0 | 1  | -0 |    |
| 2022                                                            | 1               | -0 | 1  | -1 | 2  | -1 |    |
| Total selección                                                 | Total selección | 1  | -0 | 2  | -1 | 3  | -1 |
| (1) Incluye datos de la Liga de Naciones de la Concacaf (2022). |                 |    |    |    |    |    |    |

## Palmarés

### Títulos nacionales
| Título                         | Club               | País       | Año  |
| ------------------------------ | ------------------ | ---------- | ---- |
| Primera División de Costa Rica | Deportivo Saprissa | Costa Rica | 2018 |
| Primera División de Costa Rica | Deportivo Saprissa | Costa Rica | 2020 |
| Primera División de Costa Rica | Deportivo Saprissa | Costa Rica | 2021 |
| Supercopa de Costa Rica        | Deportivo Saprissa | Costa Rica | 2021 |
| Primera División de Costa Rica | Deportivo Saprissa | Costa Rica | 2022 |
| Primera División de Costa Rica | Deportivo Saprissa | Costa Rica | 2023 |
| Supercopa de Costa Rica        | C. S. Herediano    | Costa Rica | 2024 |
| Primera División de Costa Rica | C. S. Herediano    | Costa Rica | 2024 |
| Primera División de Costa Rica | C. S. Herediano    | Costa Rica | 2025 |

### Títulos internacionales
| Título        | Club               | Sede        | Año  |
| ------------- | ------------------ | ----------- | ---- |
| Liga Concacaf | Deportivo Saprissa | Tegucigalpa | 2019 |

### Distinciones individuales
| Distinción                                | Año  |
| ----------------------------------------- | ---- |
| Mejor portero del Torneo de Clausura 2020 | 2020 |
| Mejor portero del Torneo de Clausura 2021 | 2021 |
| Mejor portero del Torneo Apertura 2021    | 2022 |